# Anatopynia brunnea
Anatopynia brunnea är en tvåvingeart som beskrevs av Edwards 1931. Anatopynia brunnea ingår i släktet Anatopynia och familjen fjädermyggor. Inga underarter finns listade i Catalogue of Life.